# Slavă Ucrainei!

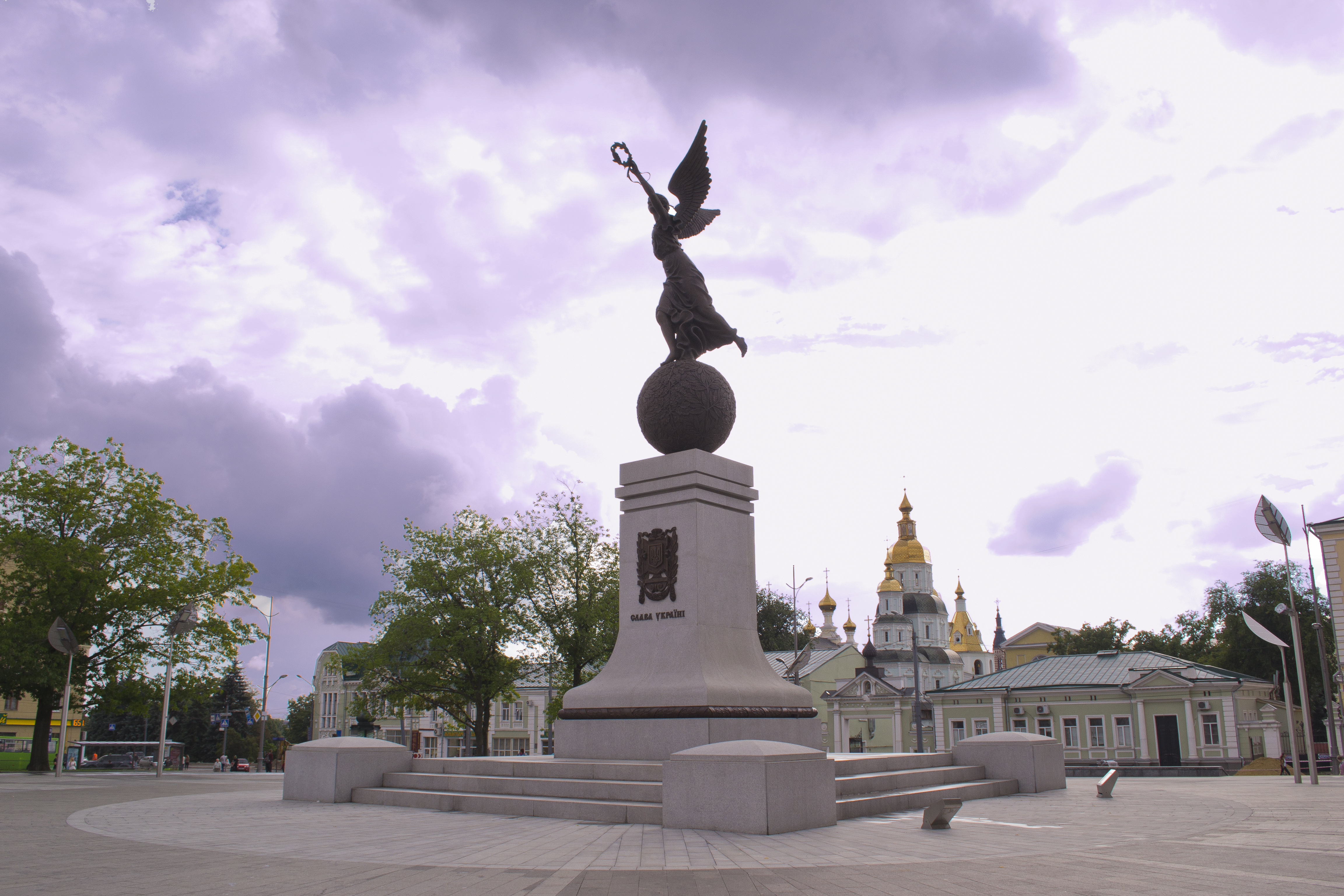
Inscripția «Слава Україні» (Slavă Ucrainei) pe Monumentul independenței din Harkiv

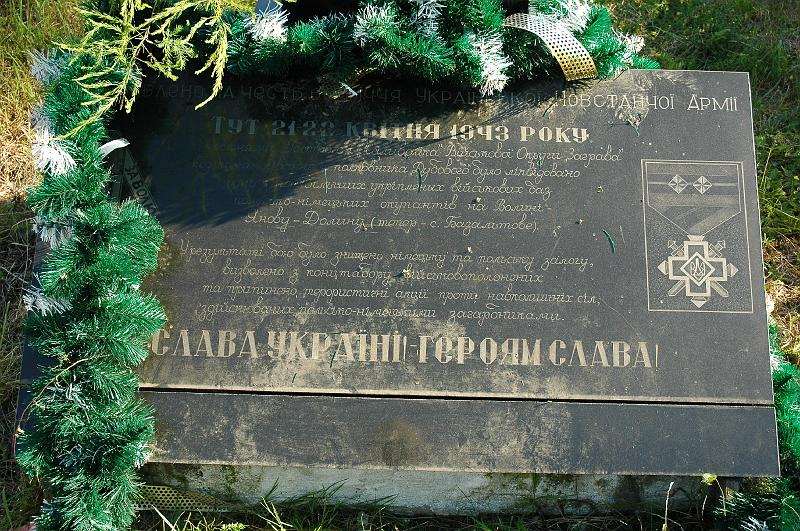
Inscripția «Слава Україні! — Героям слава!» pe un monument

Glorie Ucrainei! Eroilor glorie! (în ucraineană Слава Україні! Героям слава!) este o lozincă și o formă de salut a patrioților ucraineni.
Prima parte, «Слава Украине» (Glorie Ucrainei), a apărut în timpul Republicii Populare Ucrainene (din anii 1917—1920). Varianta completă, «Слава Україні!» cu răspunsul «Героям слава!», era răspândit în calitate de salut-parolă al membrilor OUN și UPA în timpul celui de-al Doilea Război Mondial.
Sloganul este frecvent folosit și în practica politică contemporană din Ucraina, căpătând o popularitate și mai mare odată cu Euromaidanul..